# Grande amore (álbum)
Grande Amore es el cuarto álbum de estudioDe del trío italiano Il Volo. Fue lanzado al mercado mundialmente el 25 de septiembre de 2015 por el sello Sony Music Latin y cuenta con tres versiones, una versión en español para el mercado latino, una edición internacional y una versión italiana titulada L’Amore Si Muove.
El álbum debutó en el primer puesto del Billboard Classical Albums y alcanzó la primera posición en Italia, donde consiguió ser certificado doble disco de platino por parte de la Federación de la Industria Musical Italiana por superar la cifra de 100 000 copias vendidas.

## Lista de canciones

### Edición en español
| Grande Amore |                                         |                                                                             |          |  |
| N.º          | Título                                  | Escritor(es)                                                                | Duración |  |
| 1.           | «Grande Amore (Spanish Version)»        | Francesco Boccia, Ciro "Tommy" Esposito, Jose Luis Pagan                    | 3:45     |  |
| 2.           | «Si Me Falta Tu Mirada»                 | Marco Marinangeli, Claudia Brant                                            | 3:41     |  |
| 3.           | «En el Centro del Sol»                  | Harry Sommerdahl, Ki Fitzgerald, Victoria Horn,                             | 4:27     |  |
| 4.           | «Y Vendrán Amores»                      | Gianclaudia Franchini,                                                      | 4:24     |  |
| 5.           | «Cuando el Amor Se Convierte en Poesia» | Mogol, Piero Soffici                                                        | 3:13     |  |
| 6.           | «El amor Verdadero (L'amore si muove)»  | Francesco Renga, Luca Chiaravalli                                           | 3:40     |  |
| 7.           | «Esperaré»                              | Marco Marinangeli, Wayne Hector, Lars Halvor Jensen, Martin Michael Larsson | 3:48     |  |
| 8.           | «No Hace Falta»                         | Randall Barlow, Emilio Estefan, Nicolás Tovar                               | 4:47     |  |
| 9.           | «Recuérdame»                            | Natalia Jiménez, Armando Ávila                                              | 3:39     |  |
| 10.          | «La vida»                               | Antonio Amurri, Bruno Canfora                                               | 3:36     |  |
| 11.          | «Nel blu dipinto di blu (Volare)»       | Domenico Modugno, Franco Migliacci                                          | 3:45     |  |
| 12.          | «Beautiful That Way (La vita è bella)»  | Achinoam Nini, Gil Dor, Nicola Piovani                                      | 3:45     |  |
| 13.          | «Piove (Ciao, ciao bambina)»            | Domenico Modugno, Dino Verde                                                | 3:33     |  |

### Edición internacional
| Grande Amore (International Version) |                                                                   |                                                                             |          |  |
| N.º                                  | Título                                                            | Escritor(es)                                                                | Duración |  |
| 2.                                   | «La vita»                                                         | Antonio Amurri, Bruno Canfora                                               | 3:35     |  |
| 3.                                   | «Nel blu dipinto di blu (Volare)»                                 | Domenico Modugno, Franco Migliacci                                          | 3:45     |  |
| 4.                                   | «Quando l'amore diventa poesia»                                   | Mogol, Piero Soffici                                                        | 3:13     |  |
| 5.                                   | «Per te ci sarò»                                                  | Harry Sommerdahl, Ki Fitzgerald, Victoria Horn, Cheope, Federica Abbate     | 4:28     |  |
| 6.                                   | «Aspetterò»                                                       | Marco Marinangeli, Wayne Hector, Lars Halvor Jensen, Martin Michael Larsson | 3:48     |  |
| 7.                                   | «L'amore si muove»                                                | Francesco Renga, Luca Chiaravalli                                           | 3:39     |  |
| 8.                                   | «You Don't Have to Say You Love Me [Io Che Non Vivo (Senza Tel)]» | Pino Donaggio, Vito Pallavicini, Simon Napier-Bell, Vicki Wickham           | 2:48     |  |
| 9.                                   | «Eternally»                                                       | Charlie Chaplin, Geoffrey Parsons, John Turner                              | 3:21     |  |
| 10.                                  | «Si Me Falta Tu Mirada»                                           | Marco Marinangeli, Claudia Brant                                            | 3:41     |  |
| 11.                                  | «Delilah»                                                         | Barry Mason, Les Reed                                                       | 3:24     |  |
| 12.                                  | «L'immensità»                                                     | Don Backy, Mogol, Detto Mariano                                             | 3:59     |  |
| 13.                                  | «Caruso»                                                          | Lucio Dalla                                                                 | 5:22     |  |
| 14.                                  | «The Best Day of My Life»                                         | Cory Rooney                                                                 | 4:04     |  |
| 15.                                  | «Beautiful That Way (La vita è bella)»                            | Achinoam Nini, Gil Dor, Nicola Piovani                                      | 3:45     |  |
| 16.                                  | «Piove (Ciao, ciao bambina)»                                      | Domenico Modugno, Dino Verde                                                | 3:33     |  |

### Edición italiana
| L'Amore Si Muove |                                        |                                                                             |          |  |
| N.º              | Título                                 | Escritor(es)                                                                | Duración |  |
| 1.               | «L'amore si muove»                     | Francesco Renga, Luca Chiaravalli                                           | 3:39     |  |
| 2.               | «Quando l'amore diventa poesia»        | Mogol, Piero Soffici                                                        | 3:12     |  |
| 3.               | «Io che non vivo (Senza te)»           | Pino Donaggio, Vito Pallavicini                                             | 2:47     |  |
| 4.               | «Il tuo sguardo manca»                 | Marco Marinangeli, Claudia Brant, Cheope, Federica Abbate                   | 3:42     |  |
| 5.               | «The Best Day of My Life»              | Cory Rooney                                                                 | 4:03     |  |
| 6.               | «La vita»                              | Antonio Amurri, Bruno Canfora                                               | 3:34     |  |
| 7.               | «Nel blu dipinto di blu (Volare)»      | Domenico Modugno, Franco Migliacci                                          | 3:44     |  |
| 8.               | «Eternally»                            | Charlie Chaplin, Geoffrey Parsons, John Turner                              | 3:19     |  |
| 9.               | «Ricordami (Recuérdame)»               | Natalia Jiménez, Armando Ávila, Cheope                                      | 3:37     |  |
| 10.              | «Per te ci sarò»                       | Harry Sommerdahl, Ki Fitzgerald, Victoria Horn, Cheope, Federica Abbate     | 4:26     |  |
| 11.              | «Tornerà l'amore»                      | Gianclaudia Franchini                                                       | 4:23     |  |
| 12.              | «Aspetterò»                            | Marco Marinangeli, Wayne Hector, Lars Halvor Jensen, Martin Michael Larsson | 3:47     |  |
| 13.              | «Beautiful That Way (La vita è bella)» | Achinoam Nini, Gil Dor, Nicola Piovani                                      | 3:44     |  |

## Posicionamiento en las listas musicales
| País           | Chart               | Lista                             | Mejor posición |
| -------------- | ------------------- | --------------------------------- | -------------- |
| Austria        | Ö3 Austria          | Alben Top 75                      | 42             |
| Bélgica        | Ultratop            | Ultratop 200 Valona               | 19             |
| Bélgica        | Ultratop            | Ultratop 200 Flandes              | 56             |
| España         | Promusicae          | Álbum Top 100                     | 18             |
| Corea del Sur  | Gaon Chart          | Gaon International Album Chart    | 18             |
| Estados Unidos | Billboard           | Classical Albums                  | 1              |
| Estados Unidos | Billboard           | Latin Pop Albums                  | 1              |
| Estados Unidos | Billboard           | Top Latin Albums                  | 2              |
| Estados Unidos | Billboard           | Billboard 200                     | 188            |
| Italia         | FIMI                | Top 100 Album                     | 1              |
| Japón          | Oricon              | Oricon World Album Chart          | 23             |
| México         | AMPROFON            | Top 20 - Español                  | 16             |
| Suiza          | Schweizer Hitparade | Schweizer Hitparade Alben Top 100 | 10             |
| Venezuela      | Recordland          | Top 40 Recordland                 | 2              |

## Certificaciones
| País   | Organismo certificador | Certificación | Ventas certificadas | Ref.  |
| ------ | ---------------------- | ------------- | ------------------- | ----- |
| Italia | FIMI                   | 2x Platino    | 100 000             | [ 4 ] |